# Third Avenue (Manhattan)

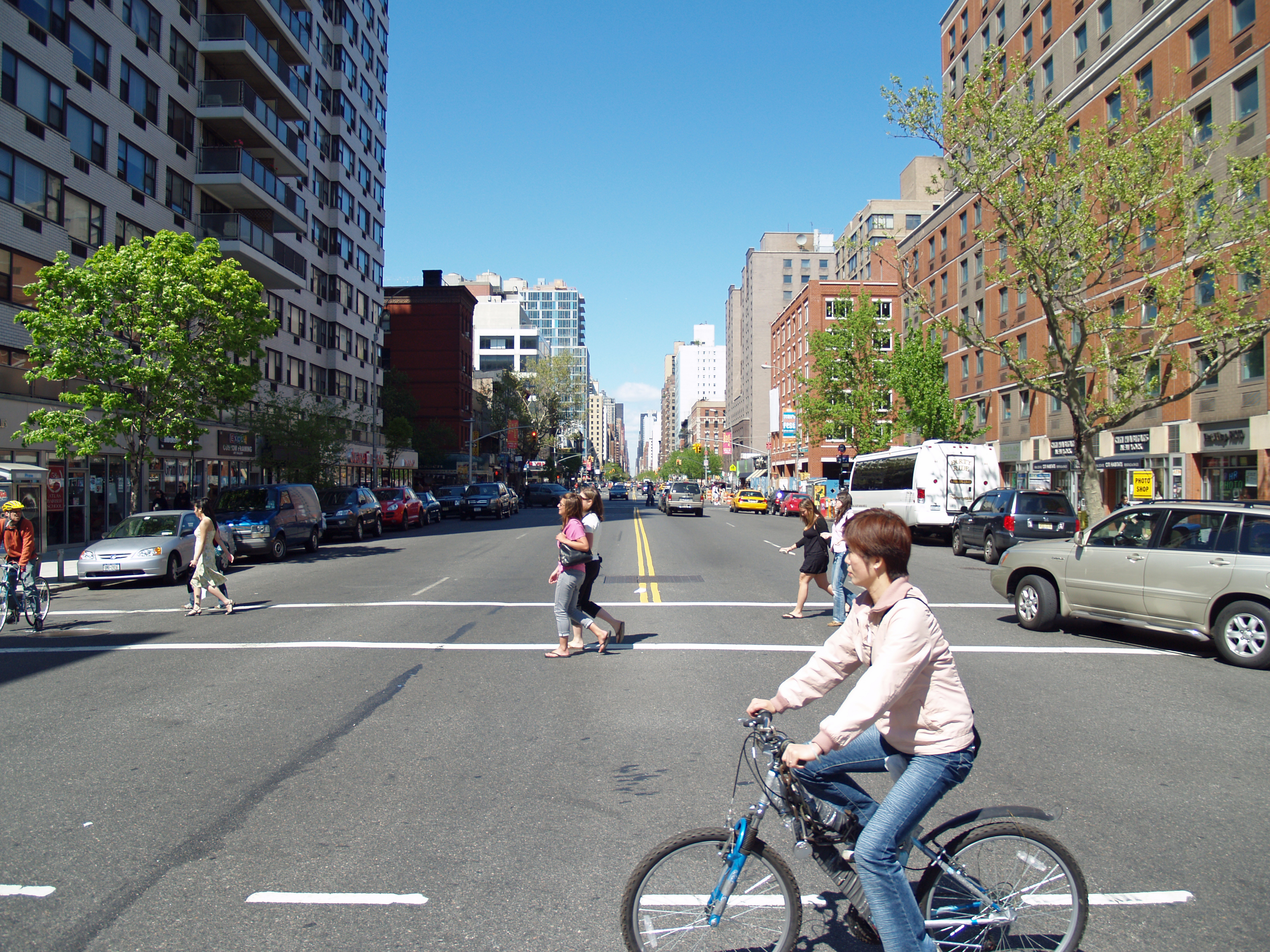
Die Third Avenue in Manhattan von der 9th Street aus gesehen – Blickrichtung Nord.

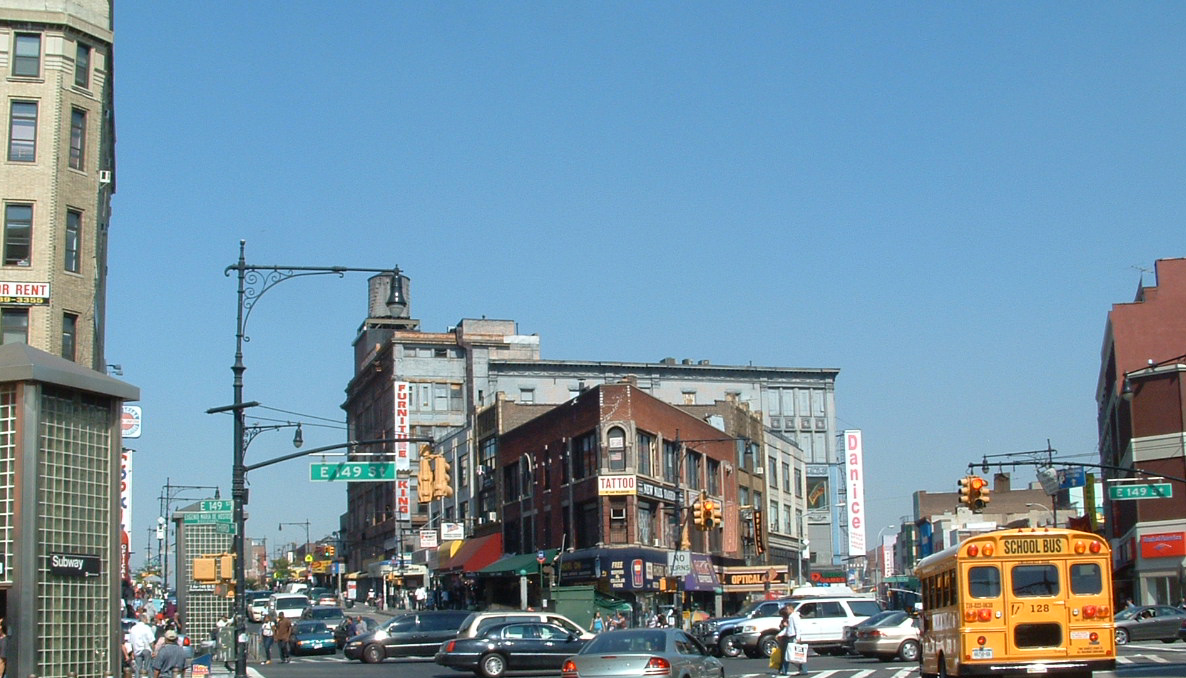
„The Hub“ in der Bronx, wo die Third Avenue auf drei Straßen trifft.

Die Third Avenue ist eine Durchgangsstraße in nord-südlicher Richtung auf der East Side von New York Citys Stadtbezirk Manhattan, USA.

## Lage und Verlauf
Die Third Avenue erstreckt sich in Manhattan über 120 Blocks nordwärts vom Cooper Square bis zur 129th Street und setzt sich in der Bronx fort, nachdem sie den Harlem River auf der Third Avenue Bridge überquert hat. Sie endet dort an der East Fordham Road am Fordham Center. Sie ist eine der vier Straßen, die am Hub in der South Bronx zusammentreffen, einem Platz mit sehr hohem Verkehrsaufkommen und dichter Bebauung. In Manhattan steht auf den Straßenschildern „3 Ave“, wogegen in der Bronx „Third Ave“ zu lesen ist.
Ab der 24th Street verläuft die Third Avenue als Einbahnstraße Richtung Norden. Südlich der 24th Street und nördlich des Hub fließt der Verkehr in beiden Richtungen. Allerdings fließt der Verkehr auf der Third Avenue Bridge in der entgegengesetzten Richtung südwärts, so dass die Avenue im Grunde genommen zwischen den beiden Stadtteilen unterbrochen wird. 
Die Straße war nicht von Anfang an befestigt. Im Mai 1861 war die Straße laut einem Brief an den Herausgeber der New York Times der Schauplatz einer Marschübung für schlecht ausgerüstete Truppen des 7th New York Volunteer Infantry Regiment: „Die Männer waren nicht in Uniform, sondern sehr schlecht gekleidet – in vielen Fällen mit Flip-Flops. Die professionelle Art, mit der sie zügig durch den tiefen Matsch der Third Avenue marschierten, war umso bemerkenswerter.“ – (englische Schreibweise und Zeichensetzung wie im Original): „The men were not in uniform, but very poorly dressed, — in many cases with flip-flap shoes. The business-like air with which they marched rapidly through the deep mud of the Third-avenue was the more remarkable.“
Zwischen der 96th Street und 97th Street befindet sich das Islamic Cultural Center of New York – eine Moschee mit islamischem Kulturzentrum.
Zwischen Second und Third Avenue befindet sich das Sparks Steak House (Adresse: 210 East 46th Street), vor dem der Mafiaboss Paul Castellano 1985 ermordet wurde.

## Nahverkehr
Folgende Buslinien verkehren auf der Third Avenue:
- M98: Richtung West 193rd Street/Fort Tryon Park über den Harlem River Drive
- M101: Richtung West 193rd Street über Amsterdam Avenue
- M102: Richtung West 146th Street
- M103: Richtung East 125th Street

Früher befand sich die Hochbahn Third Avenue Elevated über der Third Avenue – bis 1955 in Manhattan und bis 1973 in der Bronx.